# Nina Boyle
Nina Boyle, nata Constance Antonina Boyle (Bexley, 21 dicembre 1865 – Londra, 4 marzo 1943), è stata una giornalista, scrittrice e attivista britannica, sostenitrice del suffragio femminile e dei diritti delle donne per il partito conservatore, operatrice di beneficenza e assistenza sociale. È stata una delle pioniere delle donne agenti di polizia in Gran Bretagna. Nell'aprile 1918, fu la prima donna a tentare di candidarsi alle elezioni per il Parlamento britannico, cosa che aprì la strada ad altre candidate donne nelle elezioni generali del dicembre di quell'anno; produsse per l'etichetta "Notable Works".

## La Famiglia
Nina Boyle è nata a Bexley, nel Kent. Era una discendente dei Conti di Glasgow attraverso suo padre, Robert Boyle (1830-1869), che era un capitano della Royal Artillery e il figlio minore di David Boyle, Lord Boyle. Sua madre, Frances Sydney Fremoult Sankey, era la figlia di un medico. Nina Boyle non si sposò mai e non ebbe figli.

## Biografia

### Attivismo per la Women's Freedom League
Due dei fratelli di Boyle prestarono servizio nella guerra boera mentre lei viveva in Sudafrica. Ha lavorato in ospedale in Africa ed è stata impiegata come giornalista. Mentre era in Sudafrica, iniziò anche a perseguire il suo interesse per i diritti delle donne, fondando la Women's Enfranchisement League di Johannesburg. Tornò in Gran Bretagna nel 1911 e, attingendo alle sue esperienze in Sudafrica, divenne attiva nella Colonial Intelligence League for Educated Women, guidata da Helena Augusta Victoria, principessa Cristiano di Schleswig-Holstein, una figlia della Regina Vittoria. La Lega era stata istituita per aiutare le donne che avevano ricevuto una buona istruzione formale a mettere a frutto le proprie capacità laddove altrimenti avrebbero potuto essere ignorate: nei territori britannici e una volta tornate a casa.
La Boyle aveva opinioni radicali su come migliorare la posizione delle donne nella società. Fu presto associata alla Women's Freedom League (WFL) insieme ad altre ben note suffragette, tra cui Charlotte Despard, Teresa Billington-Greig, Edith How-Martyn e Margaret Nevinson. Fu rapidamente eletta nel comitato esecutivo della WFL e divenne una delle sue principali oratrici. Nel 1912 era la sua segretaria. La WFL era un'organizzazione separatista dell'Unione Sociale e Politica delle Donne (WSPU), fondata nel 1907. La WFL si separò dalla WSPU a causa del controllo sempre più personale della famiglia Pankhurst sulla WSPU e delle tattiche violente usate dalla WSPU. La WFL preferì la disobbedienza civile e la campagna tradizionale.
Nel 1912 divenne capo del dipartimento politico e militante della WFL. Continuò il giornalismo, pubblicando molti articoli sul giornale della WFL, The Vote e impiegando Edith Watson come corrispondente della campagna giudiziaria. Lei e la Watson si opposero alle ingiustizie del sistema legale dominato dagli uomini. Protestarono, dicendo che le donne vittime dovevano essere assistite da donne poliziotte. I tribunali dovrebbero rendersi conto che non possono aspettarsi che donne e ragazze testimonino in un tribunale che è una stanza piena di uomini. La Watson cominciò a documentare le pratiche sleali. Registrò i crimini o lo stupro, la violenza sessuale e l'incesto in una colonna, ironicamente, sotto il titolo di The Protected Sex. La Watson ha continuato per tre anni a confrontare le sentenze con quelle emesse per perdita o danno alla proprietà. Nel 1913 scrisse il libro The Traffic in Women: Unchallenged facts and figures per la Lega (La tratta delle donne: fatti e cifre incontrastati).
La Boyle assunse un ruolo di primo piano nelle campagne e nelle manifestazioni della WFL. Fu arrestata in diverse altre occasioni e imprigionata tre volte. Protestò contro le condizioni in cui lei e un'altra suffragista furono portate in prigione dopo essere state arrestate per ostruzione nel 1913 e condannate a 14 giorni di reclusione. Il loro furgone della prigione conteneva uomini che facevano osservazioni e gesti osceni. Nel 1914, prima dello scoppio della guerra e della cessazione della militanza delle suffragette, Boyle e Watson si recarono alla Corte dei magistrati di Marlborough Street e fecero una protesta più militante. La Watson fu una delle arrestate per essersi incatenata ai cancelli del tribunale.

### Prima Guerra Mondiale
Come risultato della sua esperienza presso la polizia all'interno del sistema di giustizia criminale, e in linea con la politica della WFL sulle pari opportunità di lavoro, la Boyle avviò una campagna affinché le donne diventassero agenti speciali. Questa campagna coincise con lo scoppio della prima guerra mondiale nel 1914 e con la richiesta di volontari per lo sforzo bellico che la Boyle desiderava vedere accolta sia dalle donne che dagli uomini. Quando la richiesta fu ufficialmente rifiutata, la Boyle, insieme a Margaret Damer Dawson, una ricca filantropa e lei stessa attivista per i diritti delle donne, istituì la prima forza di polizia femminile volontaria, il Servizio di polizia femminile (WPV). Tuttavia, nel febbraio 1915 la Boyle si separò dall'organizzazione per l'abitudine del WPV di imporre il coprifuoco alle donne dal cosiddetto carattere dissoluto vicino a una base di servizio a Grantham.
Alla fine del 1916 la Boyle andò in Macedonia e Serbia in servizio ospedaliero. Svolse anche altri lavori di soccorso di guerra nei Balcani, per i quali fu insignita dell'Ordine Samaritano di Serbia e della Medaglia degli Alleati. Dopo la Rivoluzione russa, viaggiò in Russia con la collega suffragetta Lilian Lenton, un'esperienza che la rese un'anticomunista per tutta la vita.

#### Elezioni suppletive di Keighley
Nel marzo 1918, il membro del parlamento Liberale per il Collegio di Keighley del West Riding dello Yorkshire, Sir Swire Smith, morì, causando le elezioni suppletive del Keighley del 1918. Anche se le donne sopra i trent'anni avevano ottenuto il voto nel 1918, c'era qualche dubbio sul fatto che le donne potessero candidarsi per il parlamento. La Boyle rese nota la sua intenzione di candidarsi per la WFL a Keighley e, se rifiutata, di portare la questione in tribunale per una sentenza definitiva. Dopo alcune considerazioni legali, il presidente di seggio dichiarò di essere pronto ad accettare la sua nomina, stabilendo così un importante precedente per le candidate donne. Tuttavia, egli dichiarò invalidi i suoi documenti di nomina per altri motivi: uno dei firmatari della sua nomina non era nelle liste elettorali e un altro viveva al di fuori del collegio elettorale. Sebbene la Boyle, quindi, non sia apparsa sulla scheda elettorale, rivendicò una vittoria morale per il diritto al suffragio femminile. I Law Lords furono invitati a considerare la questione e conclusero che il Great Reform Act 1832 aveva specificamente vietato alle donne di candidarsi al parlamento. La Legge sulla Rappresentanza del Popolo del 1918, approvata all’inizio dell’anno, non cambiò quindi la situazione.
Il Parlamento approvò in fretta la Legge del 1918 sul Parlamento (Qualificazione delle donne) in tempo per consentire alle donne di candidarsi alle elezioni Generali del dicembre 1918. L'atto conteneva solo 27 parole chiave: "Una donna non può essere squalificata in base al sesso o al matrimonio per essere eletta, sedere o votare come membro della Camera dei Comuni del Parlamento" ed è lo statuto più breve del Regno Unito.

### Il dopoguerra
Dopo il 1918 la Boyle rimase attiva in una serie di importanti organizzazioni femminili. Condusse campagne o intervenne in riunioni per conto dell'Unione Nazionale delle Donne Insegnanti, del Comitato Elettorale Femminile, del Consiglio della Porta Aperta (che mirava a rimuovere le barriere protettive che limitavano le opportunità di lavoro delle donne) e anche di organizzazioni interessate al benessere delle donne e dei bambini in paesi in via di sviluppo. Fu particolarmente attiva nel Save the Children Fund (SCF), e nel 1921 andò in USSR per lavorare in un programma SCF (sollievo dalla carestia). Ha sfruttato la sua posizione nella SCF per sollevare la questione della schiavitù sessuale e del traffico di donne a scopo di prostituzione. Ha tenuto molti discorsi come rappresentante della SCF e ha scritto frequenti articoli per le pubblicazioni della SCF, nonché il libro What is Slavery? An Appeal to Women, pubblicato a Croydon nel 1931 da H R Grubb. Ha inoltre sostenuto il lavoro dell'Associazione per l'igiene morale e sociale, un'organizzazione che si batteva contro lo sfruttamento delle prostitute e il loro benessere.
Dopo la guerra e la conquista dei diritti politici delle donne, la Boyle, come molte ex suffragette, si rivolse politicamente a destra, anche se non nella stessa misura della sua ex collaboratrice Mary Allen che divenne membro dell'Unione Britannica dei Fascisti. La Boyle fu relatrice ad una riunione dell'British Empire Union (BEU) (Unione dell'Impero britannico) nel 1921, e condivise un incontro con Margaret Lloyd George nello stesso anno. Nelle elezioni suppletive per la Divisione dell'Abbazia di Westminster tenutesi il 25 agosto 1921, parlò a favore del candidato conservatore vittorioso, John Sanctuary Nicholson. Durante la seconda guerra mondiale fu anche attiva nella Never Again Association, un organismo simile al BEU che si batté per lo smembramento della Germania e l'espulsione dalla Gran Bretagna di tutte le persone nate nelle Potenze dell'Asse.

### Morte ed eredità
Morì il 4 marzo 1943, all'età di 77 anni in una casa di cura al n. 99 di Cromwell Road, Londra. Fu cremata al Crematorio di Golders Green il 9 marzo.
Per alcuni anni dopo la sua morte, il Bedford College offrì un Nina Boyle Memorial Prize per il miglior saggio su un argomento connesso con la posizione e il lavoro delle donne a uno studente nei dipartimenti di storia o di politica sociale. Ora è offerto dal Royal Holloway, Università di Londra (che si è fusa con il Bedford College).

## Elenco dei romanzi
A parte le sue pubblicazioni giornalistiche e legate alle campagne, la Boyle ha scritto principalmente romanzi d'avventura o gialli. Sebbene non acclamati dalla critica, molti presentavano personaggi femminili forti e capaci ed erano abbastanza popolari da meritarne la pubblicazione continua.
- Out of the Frying Pan - Allen e Unwin, Londra 1920
- What Became of Mr Desmond - Allen e Unwin, Londra 1922
- Nor All Thy Tears - Allen e Unwin, Londra 1923
- Anna's - Allen e Unwin, Londra 1925
- Moteley's Concession: A Tale of Torronascar - Allen e Unwin, Londra 1926
- The Stranger Within the Gates - Allen e Unwin, Londra 1926
- The Rights of Mallaroche - Allen e Unwin, Londra 1927
- Treading on Eggs - Stanley Paul e Co., Londra 1929
- My Lady's Bath - Stanley Paul e Co., Londra 1931
- The Late Unlamented - Stanley Paul e Co., Londra 1931
- How Could They? - Stanley Paul e Co., Londra 1932
- Good Old Potts! – Stanley Paul e Co., Londra 1934